# Lucidina glaber
Lucidina glaber is een keversoort uit de familie glimwormen (Lampyridae). De wetenschappelijke naam van de soort is voor het eerst geldig gepubliceerd in 1950 door Kleine.